# USS Constitution Museum
L'USS Constitution Museum est situé dans le Boston Navy Yard, qui fait partie du Boston National Historical Park à Boston dans le Massachusetts. Le musée est situé près de la frégate USS Constitution, lancé en 1797, à l'extrémité du Freedom Trail de Boston. Le musée est installé dans un bâtiment de chantier naval restauré au pied du quai 2.

## Description
Le musée, à travers ses collections et ses expositions interactives, raconte l'histoire du Constitution ("Old Ironsides") et des personnes qui l'ont conçue, construite et faite naviguée. Le musée abrite également la bibliothèque commémorative Samuel Eliot Morison et comprend un dépôt d'archives complet de documents liés à l'histoire du navire. L'USS Constitution Museum est une organisation privée à but non lucratif gérée séparément du navire de guerre.

## Expositions
- All Hands On Deck[1] : Une exposition interactive pour tous les âges qui explore les réalités de la vie en mer pendant la Guerre anglo-américaine de 1812 .
- Old Ironsides in War and Peace : Un aperçu détaillé de l'histoire du navire, y compris comment et pourquoi il a été construit, comment il a acquis sa renommée pendant la guerre de 1812 et pourquoi il est conservé dans le plus ancien navire de guerre commandé par la marine américaine[2].
- Centre de découverte de la guerre de 1812 "Old Ironsides" : Une exposition interactive qui explique les causes et les conséquences de la guerre de 1812 à travers des jeux, des multimédias, des livres et d'autres activités pratiques
- Constitution & HMS Java : L'histoire de la bataille entre l'USS Constitution et le HMS Java, racontée à travers des œuvres d'art, des documents d'archives et des artefacts associés à la bataille.

## Galerie
|                   |
| Le musée en 2016. |

|                    |
| Pistolet d'époque. |

|                |
| Épée d'époque. |

|                     |
| L'USS Constitution. |